# Копелеу (комуна)
Копелеу (рум. Copălău) — комуна у повіті Ботошані в Румунії. До складу комуни входять такі села (дані про населення за 2002 рік):
- Копелеу (2771 особа) — адміністративний центр комуни
- Коту (635 осіб)
- Чербу (760 осіб)

Комуна розташована на відстані 358 км на північ від Бухареста, 20 км на південний схід від Ботошань, 75 км на північний захід від Ясс.

## Населення
За даними перепису населення 2002 року у комуні проживали 7124 особи.
Національний склад населення комуни:
| Національність | Кількість осіб | Відсоток |
| -------------- | -------------- | -------- |
| румуни         | 6758           | 94,9%    |
| цигани         | 365            | 5,1%     |
| болгари        | 1              | < 0,1%   |

Рідною мовою назвали:
| Мова       | Кількість осіб | Відсоток |
| ---------- | -------------- | -------- |
| румунська  | 6797           | 95,4%    |
| циганська  | 326            | 4,6%     |
| болгарська | 1              | < 0,1%   |

Склад населення комуни за віросповіданням:
| Релігія        | Кількість осіб | Відсоток |
| -------------- | -------------- | -------- |
| православні    | 7079           | 99,4%    |
| п'ятдесятники  | 32             | 0,4%     |
| адвентисти     | 7              | 0,1%     |
| старообрядці   | 3              | < 0,1%   |
| римо-католики  | 1              | < 0,1%   |
| реформати      | 1              | < 0,1%   |
| греко-католики | 1              | < 0,1%   |